# Região Centro-Oeste (Burquina Fasso)
O Centro-Oeste (francês: Centre-Ouest) é uma das treze regiões administrativas de Burquina Fasso criadas em 2 de julho de 2001. Sua capital é a cidade de Koudougou.

## Províncias
A Região Centro-Oeste é constituída por quatro províncias:
- Boulkiemdé
- Sanguié
- Sissili
- Ziro

## Demografia
| 1985    | 1996    | 2006      |
| 787 644 | 943 538 | 1 186 566 |